# Формат книги

Форматы книг согласно ГОСТ 5773-90 «Издания книжные и журнальные. Форматы»

Форматы журналов согласно ГОСТ 5773-90.

Форма́т кни́ги — ширина и высота книжного блока или книги в обложке после обрезки.

## История форматов
Изначально названия форматов были относительными, в долях листа, и абсолютные размеры зависели от размеров использованного листа бумаги:
- ин-плано (in plano, от лат. plānum — плоскость) — лист книги равен типографскому листу, который не перегибается при фальцовке. При двусторонней печати это две страницы;
- ин-фолио (in folio, 2°, Fo) — один перегиб, лист книги равен половине печатного листа, 4 страницы на печатном листе;
- ин-кварто (in-quarto, 4°, 4to) — два перегиба, на типографском листе размещаются 4 листа или 8 страниц. Форматом ин-кварто было издано большинство инкунабул;
- ин-октаво (in octavo, 8°, 8vo) — три перегиба, на типографском листе размещаются 8 листов или 16 страниц. Гутенберг впервые напечатал в таком формате пропагандистскую брошюру «Турецкий календарь» в 1454 году, а популярность ему принесли дешёвые Библии с иллюстрациями, начало которым положил Иоганн Фробен в 1491 году. Первым печатавшим книги в нём для обеспеченной аудитории стал Альд Мануций (старший) в 1501 году.

Производные для octavo:
- foolscap octavo — 170×108 мм;
- crown octavo — 190×126 мм;
- demy octavo — 221×142 мм;
- royal octavo — 253×158 мм.

Также с 1470-х годов использовались и более мелкие форматы — в двенадцатую и шестнадцатую долю листа, в них изначально печатались в том числе требники, псалтыри и часословы, а позднее — любая карманная литература.

## Книжные форматы в СССР и России

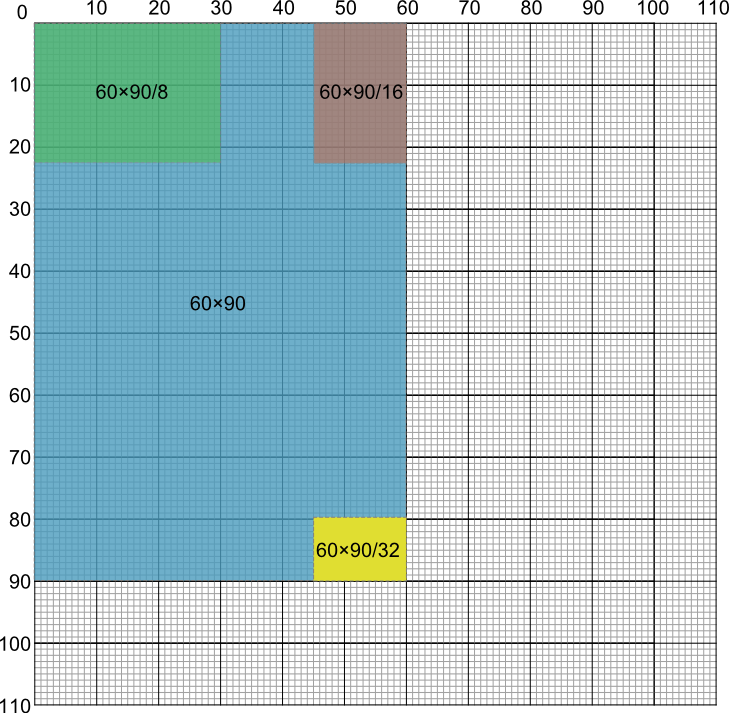
Формат издания 60×90. Значения на шкалах даны в сантиметрах. Приведён размер листа (синий) и размеры страницы до обрезки для форматов 60×90/8 (зелёный), 60×90/16 (коричневый), 60×90/32 (жёлтый).

### Номенклатура
Форматы книг указывают сокращённо, например, 60×90/16. В этом выражении число «60» обозначает ширину исходного бумажного листа в сантиметрах, «90» — высоту бумажного листа, а «/16» — долю листа, получающуюся при его складывании в тетрадь. Чтобы получить число страниц в тетради, число 16 следует удвоить.
Чтобы получить размер страницы до обрезки, нужно учесть, что чаще всего применяется перпендикулярная фальцовка и что лист сначала складывается с длинной стороны. Например, для формата 60×90/16 лист складывается четыре раза (точнее, в первый раз он разрезается, поскольку число сгибов не должно быть больше трех): два раза — длинная сторона и два раза — короткая, поэтому размер длинной стороны страницы будет равен 90/4=22,5 см, а размер короткой стороны страницы будет равен 60/4=15 см. Реальный размер страницы оказывается несколько меньше, поскольку все страницы обрезают с трёх сторон.
В 2020-м годам в России существуют пять основных групп книжных форматов:
- сверхкрупные — 84×108/8; 70×90/8;
- крупные — 70×90/16; 75×90/16;
- средние — 60×90/16; 84×108/32;
- малые — 70×90/32; 70×108/32;
- сверхмалые — 60×90/32.

### История форматов
Первый стандарт на форматы бумаги был принят в СССР в 1924 году и предусматривал использование 8 форматов: 62×88, 62×94, 68×100, 79×90, 72×108, 76×102, 76×114 и 82×114 см. В 1928 году был введен новый стандарт, ориентированный на нормы DIN, который описывал только 2 формата: 62×88 и 74×105 см. В 1930 году его дополнили временными правилами ОГИЗ. В 1932 году был принят стандарт ОСТ 5116 «Газеты. Форматы», включавший как форматы ОГИЗ, так и форматы Института техники управления, базировавшиеся на нормах DIN (ОСТ 363 «Форматы бумаги потребительские. Система», ОСТ 364 «Форматы бумаги потребительские. Применение», ОСТ 365 «Форматы бумаги производственные. Система» и ОСТ 366 «Форматы бумаги производственные. Применение» издания 1928 года).
В 1935 году был принят ОСТ 8518 «Книги и журналы. Форматы», включавший 4 формата: 60×92, 70×92, 70×108 и 84×108 см, использование которых было обосновано экономичностью использования бумаги и удобочитаемостью. Стандарт ГОСТ 1432-41 добавил возможность использования еще одного формата — газетного 60×84 см.
С начала 1952 года форматы книг и журналов определял ГОСТ 5773-51 «Книги и журналы. Форматы изданий», включавший 9 форматов. Необходимость в повышении качества и ассортимента изданий привели к его пересмотру и изданию в 1957 году ГОСТ 5773-59 «Книги и журналы. Форматы», который включал 13 форматов.
С 1968 года был введен в действие стандарт и ГОСТ 5773-68 «Книги и журналы. Форматы», который устанавливал уже 30 форматов: 16 основных, 7 дополнительных (для особо художественных изданий) и 7 форматов для изданий наименьших и наибольших размеров. Пришедший ему на смену ГОСТ 5773-76 «Книги, брошюры и журналы. Форматы» определял 36 форматов, среди которых 19 основных и 17 дополнительных. При этом самыми распространёнными долями листа были 1/8, 1/16 и 1/32. С 1991 года и по настоящее время действует ГОСТ 5773-90 «Издания книжные и журнальные. Форматы», основные положения которого сходны с предыдущим стандартом.

## Выбор формата
Одна из главных проблем при выборе формата книги состоит в том, чтобы подобрать оптимальное сочетание ширины и высоты книги. По одной из теорий, которой придерживался Леонардо да Винчи, гармоничными являются пропорции, основанные на принципе «золотого сечения». Применительно к формату книги этот принцип означает, что отношение ширины книги к её высоте должно быть равно 1:1,618. Хорошие приближения к «золотому сечению» дают отношения соседних чисел из ряда Фибоначчи. Каждый член этого ряда равен сумме двух предыдущих: 3, 5, 8, 13, 21 и т. д. Значит, ширина должна относиться к высоте как 3:5, 5:8, 8:13 и т. д.
Многие воспринимают золотую пропорцию как сильно вытянутую и предпочитают отношение {\displaystyle 1:{\sqrt {2}}\approx 1:1{,}4}. Это отношение удобно тем, что при делении листа пополам полученные прямоугольники сохраняют эту пропорцию.
| Формат книги                                                                                 | Размер       | До обрезки | До обрезки | Доля листа | После обрезки | После обрезки | Соотношение сторон |
| Формат книги                                                                                 | Размер       | Высота, см | Ширина, см | Доля листа | Ширина, мм    | Высота, мм    | Соотношение сторон |
| -------------------------------------------------------------------------------------------- | ------------ | ---------- | ---------- | ---------- | ------------- | ------------- | ------------------ |
| 84×108/8                                                                                     | Сверхкрупный | 108        | 84         | 8 (4×2)    | 265           | 410           | 1,55               |
| 70×108/8                                                                                     | Сверхкрупный | 108        | 70         | 8 (4×2)    | 265           | 340           | 1,28               |
| 70×100/8                                                                                     | Сверхкрупный | 100        | 70         | 8 (4×2)    | 245           | 340           | 1,39               |
| 60×90/8                                                                                      | Крупный      | 90         | 60         | 8 (4×2)    | 220           | 290           | 1,32               |
| 60×84/8                                                                                      | Крупный      | 84         | 60         | 8 (4×2)    | 205           | 290           | 1,41               |
| 84×108/16                                                                                    | Крупный      | 84         | 108        | 16 (4×4)   | 205           | 260           | 1,27               |
| 70×108/16                                                                                    | Увеличенный  | 70         | 108        | 16 (4×4)   | 170           | 260           | 1,53               |
| 70×100/16                                                                                    | Увеличенный  | 70         | 100        | 16 (4×4)   | 170           | 240           | 1,41               |
| 70×90/16                                                                                     | Увеличенный  | 70         | 90         | 16 (4×4)   | 170           | 215           | 1,26               |
| 60×90/16                                                                                     | Стандартный  | 60         | 90         | 16 (4×4)   | 145           | 215           | 1,48               |
| 60×84/16                                                                                     | Стандартный  | 60         | 84         | 16 (4×4)   | 145           | 200           | 1,38               |
| 84×108/32                                                                                    | Стандартный  | 108        | 84         | 32 (8×4)   | 130           | 200           | 1,54               |
| 75×90/32                                                                                     | Малый        | 90         | 75         | 32 (8×4)   | 107           | 177           | 1,65               |
| 70×108/32                                                                                    | Малый        | 108        | 70         | 32 (8×4)   | 130           | 165           | 1,27               |
| 70×100/32                                                                                    | Малый        | 100        | 70         | 32 (8×4)   | 120           | 165           | 1,38               |
| 70×90/32                                                                                     | Малый        | 90         | 70         | 32 (8×4)   | 107           | 165           | 1,54               |
| 60×90/32                                                                                     | Малый        | 90         | 60         | 32 (8×4)   | 107           | 140           | 1,31               |
| 60×84/32                                                                                     | Малый        | 84         | 60         | 32 (8×4)   | 100           | 140           | 1,40               |
| 84×108/64                                                                                    | Сверхмалый   | 84         | 108        | 64 (8×8)   | 100           | 125           | 1,25               |
| 70×108/64                                                                                    | Сверхмалый   | 70         | 108        | 64 (8×8)   | 82            | 125           | 1,52               |
| 70×100/64                                                                                    | Сверхмалый   | 70         | 100        | 64 (8×8)   | 82            | 120           | 1,46               |
| Полужирным начертанием выделены соотношения, близкие к пропорции «золотого сечения» (1,618). |              |            |            |            |               |               |                    |

Выбор формата зависит от читательской аудитории книги, её целевого назначения, объёма публикуемого материала, от финансовых возможностей издательства, а также от технических возможностей типографии.

### Формат книжной полосы
Выбирая формат книги, следует иметь в виду, каким будет при этом формат книжной полосы, или формат полосы набора, то есть размер отпечатка на странице. Чтобы книга выглядела гармонично, нужно чтобы формат книжной полосы был геометрически подобен формату книги. «Технические условия» предлагали советскому оформителю книги три основных формата полосы:
- экономичный (наибольший) — с очень узкими полями — предназначен для книг, рассчитанных на короткий срок использования, а также для изданий, в которых необходимо представлять материал максимально сжато, например, для словарей и справочников;
- нормальный (средний) — предназначен для значительной части изданий художественной и научной литературы, а также учебников;
- улучшенный (наименьший) — предназначен для книг, рассчитанных на долгий срок использования, например, собраний сочинений, а также для подарочных изданий.